# Сент-Джорджс
Сент-Джорджс (англ. St. George's) — містечко в Канаді, у провінції Ньюфаундленд і Лабрадор.

## Населення
За даними перепису 2016 року, містечко нараховувало 1203 особи, показавши скорочення на 0,3%, порівняно з 2011-м роком. Середня густина населення становила 46,6 осіб/км².
З офіційних мов обидвома одночасно володіли 25 жителів, тільки англійською — 1 180.
Працездатне населення становило 48,1% усього населення, рівень безробіття — 24% (29,1% серед чоловіків та 16,3% серед жінок). 95,2% осіб були найманими працівниками, а 1,9% — самозайнятими.
Середній дохід на особу становив $37 758 (медіана $25 344), при цьому для чоловіків — $47 827, а для жінок $28 738 (медіани — $30 112 та $22 208 відповідно).
21,9% мешканців мали закінчену шкільну освіту, не мали закінченої шкільної освіти — 23,3%, 55,8% мали післяшкільну освіту, з яких 15% мали диплом бакалавра, або вищий.
| Статево-вікова структура населення | Статево-вікова структура населення | Статево-вікова структура населення | Статево-вікова структура населення | Статево-вікова структура населення |
| ---------------------------------- | ---------------------------------- | ---------------------------------- | ---------------------------------- | ---------------------------------- |
|                                    |                                    |                                    |                                    |                                    |
| Всього                             | Всього                             | 49,4%50,6%                         |                                    |                                    |
| 0 — 14 років                       | 0 — 14 років                       |                                    | 13,3%                              | 13,3%                              |
| 15 — 64 років                      | 15 — 64 років                      |                                    | 66,8%                              | 66,8%                              |
| 65 і більше                        | 65 і більше                        |                                    | 19,9%                              | 19,9%                              |
| 85 і більше                        | 85 і більше                        |                                    | 1,2%                               | 1,2%                               |
| Середній вік (років)               | Середній вік (років)               | 45,645,7                           | 45,7                               | 45,7                               |
| Медіана (років)                    | Медіана (років)                    | 51,349,2                           | 50,4                               | 50,4                               |
| — чоловіки — жінки                 |                                    |                                    |                                    |                                    |

| Походження мешканців:     | Походження мешканців:     | Походження мешканців: | Походження мешканців: | Походження мешканців: |
| ------------------------- | ------------------------- | --------------------- | --------------------- | --------------------- |
| Походження                |                           |                       | осіб                  | %                     |
| Корінні американці        | Корінні американці        |                       | 805                   | 66.8%                 |
| Інше північноамериканське | Інше північноамериканське |                       | 405                   | 33.61%                |
| Європейське               | Європейське               |                       | 810                   | 67.22%                |
| британське                | британське                |                       | 565                   | 46.89%                |
| французьке                | французьке                |                       | 485                   | 40.25%                |
| Карибське                 | Карибське                 |                       | 10                    | 0.83%                 |

| Зайнятість населення за галузями (за класифікацією NOC): | Зайнятість населення за галузями (за класифікацією NOC): | Зайнятість населення за галузями (за класифікацією NOC): | Зайнятість населення за галузями (за класифікацією NOC): | Зайнятість населення за галузями (за класифікацією NOC): |
| -------------------------------------------------------- | -------------------------------------------------------- | -------------------------------------------------------- | -------------------------------------------------------- | -------------------------------------------------------- |
|                                                          |                                                          |                                                          |                                                          |                                                          |
| Управління                                               | Управління                                               |                                                          | 5,9%                                                     | 5,9%                                                     |
| Бізнес, фінанси та адміністрування                       | Бізнес, фінанси та адміністрування                       |                                                          | 7,9%                                                     | 7,9%                                                     |
| Природничі та прикладні науки                            | Природничі та прикладні науки                            |                                                          | 5%                                                       | 5%                                                       |
| Охорона здоров'я                                         | Охорона здоров'я                                         |                                                          | 5,9%                                                     | 5,9%                                                     |
| Освіта, правозахист, муніципальні та урядові служби      | Освіта, правозахист, муніципальні та урядові служби      |                                                          | 16,8%                                                    | 16,8%                                                    |
| Мистецтво, культура, відпочинок та спорт                 | Мистецтво, культура, відпочинок та спорт                 |                                                          | 2%                                                       | 2%                                                       |
| Роздрібна торгівля та послуги                            | Роздрібна торгівля та послуги                            |                                                          | 29,7%                                                    | 29,7%                                                    |
| Гуртова торгівля, транспорт та обладнання                | Гуртова торгівля, транспорт та обладнання                |                                                          | 24,8%                                                    | 24,8%                                                    |
| Природні ресурси, сільське господарство                  | Природні ресурси, сільське господарство                  |                                                          | 2%                                                       | 2%                                                       |
| Виробництво                                              | Виробництво                                              |                                                          | 2%                                                       | 2%                                                       |

## Клімат
Середня річна температура становить 4,1°C, середня максимальна – 19,4°C, а середня мінімальна – -12,1°C. Середня річна кількість опадів – 1 401 мм.
| Клімат поселення                              | Клімат поселення | Клімат поселення | Клімат поселення | Клімат поселення | Клімат поселення | Клімат поселення | Клімат поселення | Клімат поселення | Клімат поселення | Клімат поселення | Клімат поселення | Клімат поселення | Клімат поселення |
| Показник                                      | Січ.             | Лют.             | Бер.             | Квіт.            | Трав.            | Черв.            | Лип.             | Серп.            | Вер.             | Жовт.            | Лист.            | Груд.            |                  |
| Середній максимум, °C                         | −1,98            | −2,8             | 0,93             | 6,02             | 11,16            | 16,09            | 18,73            | 19,42            | 15,41            | 9,99             | 5,36             | −0,39            |                  |
| Середня температура, °C                       | −6,61            | −7,45            | −3,69            | 1,36             | 6,51             | 11,46            | 15,28            | 15,95            | 11,96            | 6,53             | 1,90             | −3,86            |                  |
| Середній мінімум, °C                          | −11,25           | −12,08           | −8,35            | −3,28            | 1,88             | 6,81             | 11,84            | 12,51            | 8,51             | 3,09             | −1,54            | −7,28            |                  |
| Норма опадів, мм                              | 137              | 104              | 95               | 78               | 105              | 108              | 118              | 121              | 133              | 136              | 134              | 132              |                  |
| Середньомісячна швидкість вітру, м/с          | 6.46             | 5.98             | 5.70             | 5.33             | 4.77             | 4.40             | 4.07             | 4.17             | 4.66             | 5.16             | 5.67             | 6.25             |                  |
| Середньомісячна сонячна радіація, кДж/м²·день | 3675             | 6648             | 10994            | 14687            | 17821            | 19447            | 18997            | 16198            | 11952            | 7227             | 3919             | 2788             |                  |
| --------------------------------------------- | ---------------- | ---------------- | ---------------- | ---------------- | ---------------- | ---------------- | ---------------- | ---------------- | ---------------- | ---------------- | ---------------- | ---------------- | ---------------- |
| Джерело:                                      |                  |                  |                  |                  |                  |                  |                  |                  |                  |                  |                  |                  |                  |